# Mezquita Juma de Derbent
La mezquita Juma de Derbent es la mezquita más antigua de Rusia. La mezquita se encuentra en el centro del antiguo Derbent en Daguestán. Es un objeto de patrimonio cultural de los pueblos de la Federación de Rusia de importancia federal. A pesar de su historia centenaria, la mezquita está bien conservada. La mezquita Juma de Derbent está inscrita en el registro del patrimonio cultural por la UNESCO desde el año 2003.

## Historia
En el año 733, se construyó una mezquita en cada una de las siete «magales o mahales» —pequeñas unidades administrativas, donde era costumbre construir un lugar de oración en cada una de ellas— pertenecientes a Derbent. Junto con esas construcciones, se edificó una «gran mezquita» para realizar la oración común de los viernes. El número cambió con el tiempo, y en 1796 ya había quince en Derbent. 
Sobre la entrada del edificio principal hay una inscripción que indica que entre 1368-1369 la mezquita fue reconstruida después de que sufriera destrozos a causa de un terremoto en Bakú. En 1815, se completó la expansión y formación de todo el complejo de la mezquita. En la década de 1930, se cerró durante una campaña atea lanzada en toda la URSS. El edificio de la madrasa se empezó en 1474-1475.
De 1938 a 1943, fue reconstruida en una prisión de la ciudad. En 1943, por orden de Moscú, la mezquita fue devuelta al clero de la ciudad con el derecho de continuar usándola para el propósito previsto. En los años soviéticos, la mezquita de Juma era la más grande del norte del Cáucaso y, hasta los últimos años, era la única en todo el sur de Daguestán, por lo que los fieles de diferentes regiones del sur de Daguestán se reunían en la oración del viernes en Derbent.
Después de que la mezquita regresara al culto en la década de 1940, se redactó un estatuto y se eligió un consejo de 20 personas. El primer presidente del consejo de la mezquita de Juma fue Meshedi Ali-Hussein. Las comunidades sunitas y chiitas en la ciudad tenían sus imanes. En 2015, en preparación para la celebración del 2000 aniversario de Derbent, se llevaron a cabo trabajos de restauración.

## Arquitectura

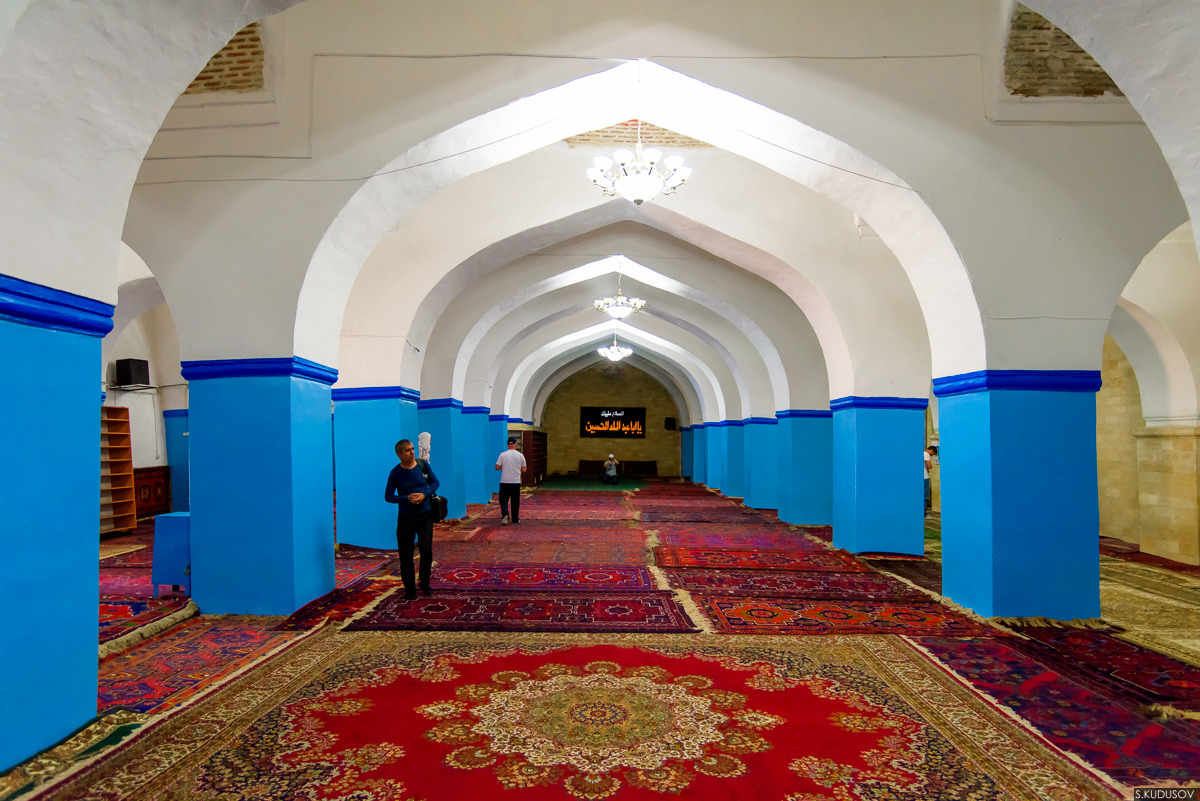
Interior, sala principal.

Hoy, el complejo de la mezquita de Juma consta además del edificio principal, de una madrasa y viviendas para el clero. En el momento de su construcción (733-734), era el edificio más grande de la ciudad. Las dimensiones del templo son: 68 m, de oeste a este, y 28 m,  de sur a norte. La altura de la cúpula es de 17 m.
El interior consta de tres naves, separadas por pilares cuadrados con capiteles perfilados. El ancho de la nave central es de 6,3 m, y de las laterales de 4 m. Tiene arcos de lanceta que se encuentran entre los pilares.
A finales de la década de 1820, el escritor decembrista Alexander Bestuzhev-Marlinsky describió la mezquita Juma de la siguiente manera:

... Un verso del Corán arde sobre las puertas principales. Entras, y de repente un crepúsculo te envuelve, un silencio involuntario de respeto conquista ... Las oraciones de los fieles que murmuran suavemente; sentados de rodillas o agachados en la alfombra, están inmersos en el rezo; ni el oído ni la mirada llaman su atención a los objetos que les rodean. A la derecha y a la izquierda, dos hileras de arcadas con puntas de lancetas, entrelazando las sombras de sus pilares en la plataforma, entran en la penumbra. Aquí y allá, los compartimientos de oración están poco iluminados por la luz pálida que se ha hundido en la niebla a través de pequeñas ventanas desde arriba. Las golondrinas vuelan debajo de la cúpula y vuelan hacia el cielo, como palabras de súplica; todo respira en ausencia del presente ... y evoca sentimientos gratificantes y fríos a un corazón cansado.
Alexander Bestuzhev-Marlinsky

El patio de la mezquita tiene unas dimensiones de 55 por 45 metros, está decorado con cuatro viejos plataneros que permiten identificar la mezquita desde cualquier lugar de Derbent. En 2012, esos plataneros fueron reconocidos como monumentos de vida silvestre de importancia rusa y fueron puestos bajo la protección del Consejo para la Preservación del Patrimonio Natural de la Nación, en el Consejo de la Federación de la Asamblea Federal de la Federación de Rusia.

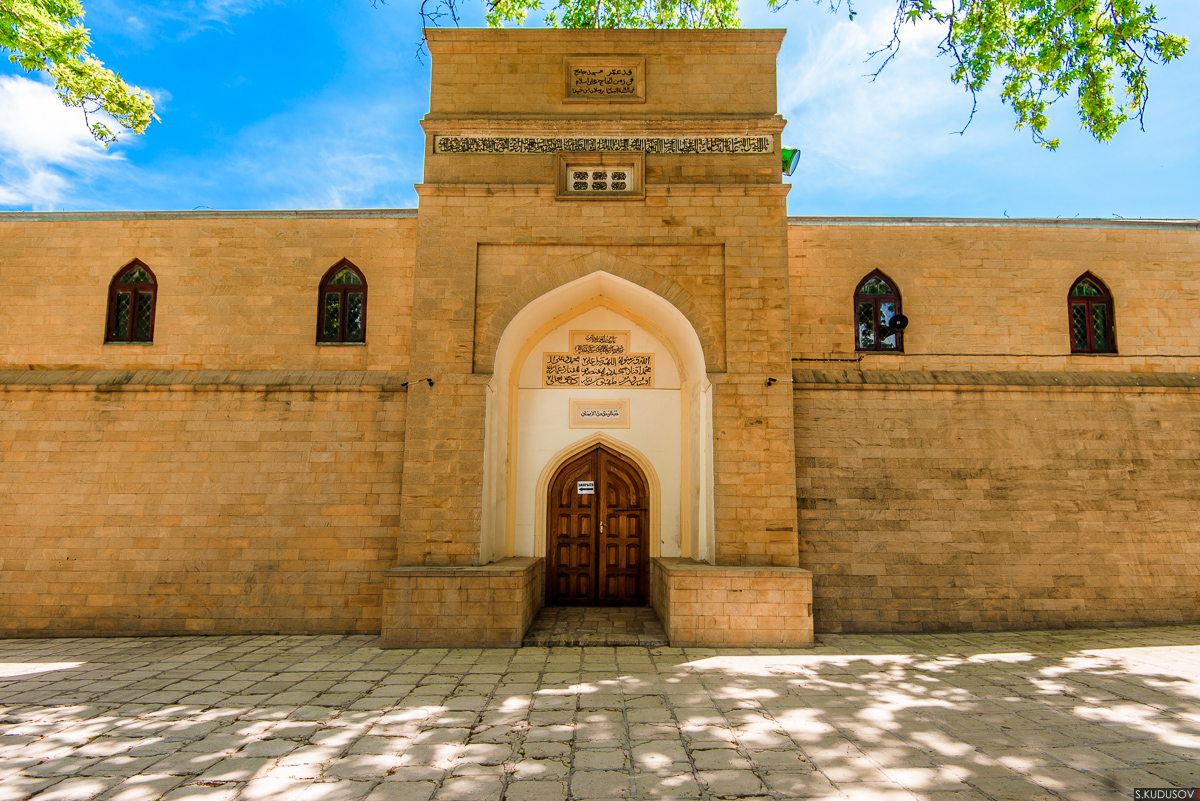
Entrada principal
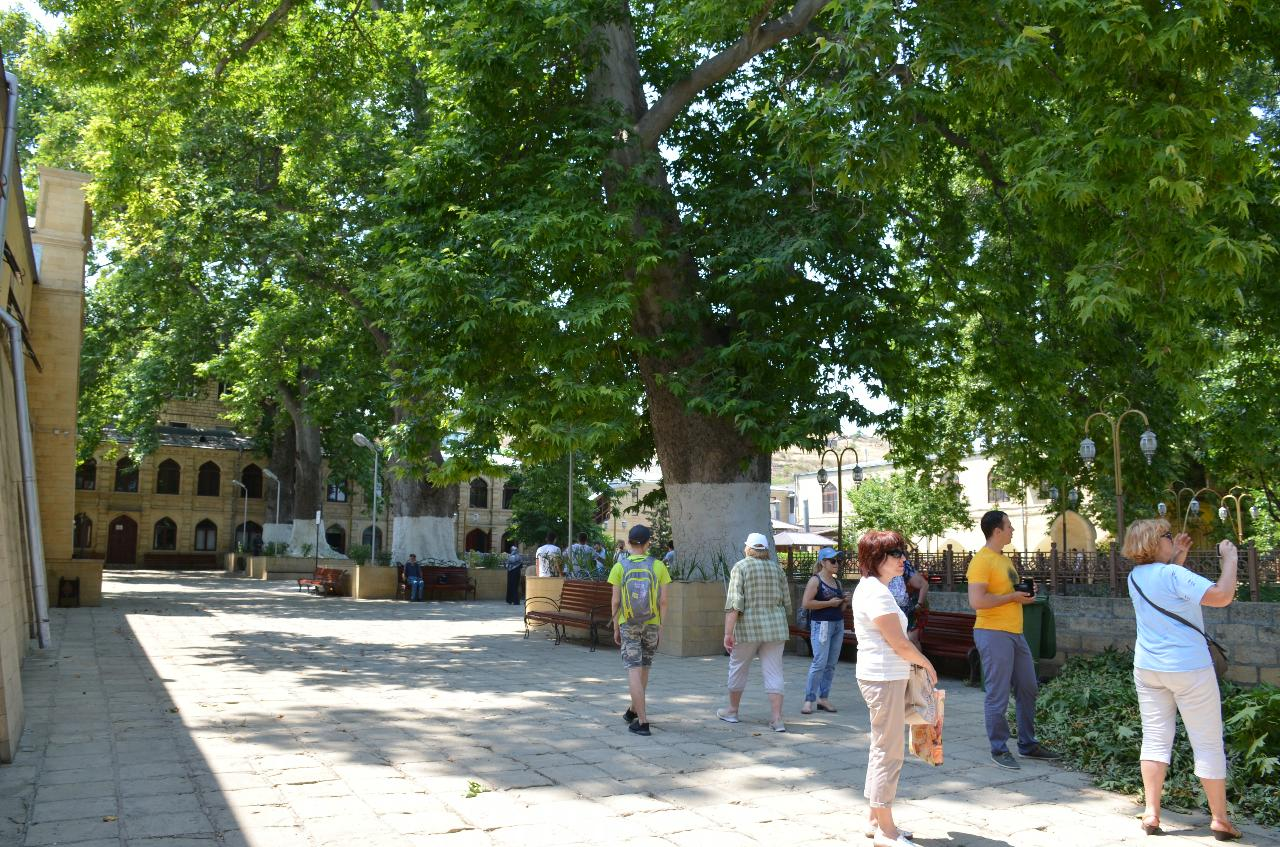
Detalle interior del patio.
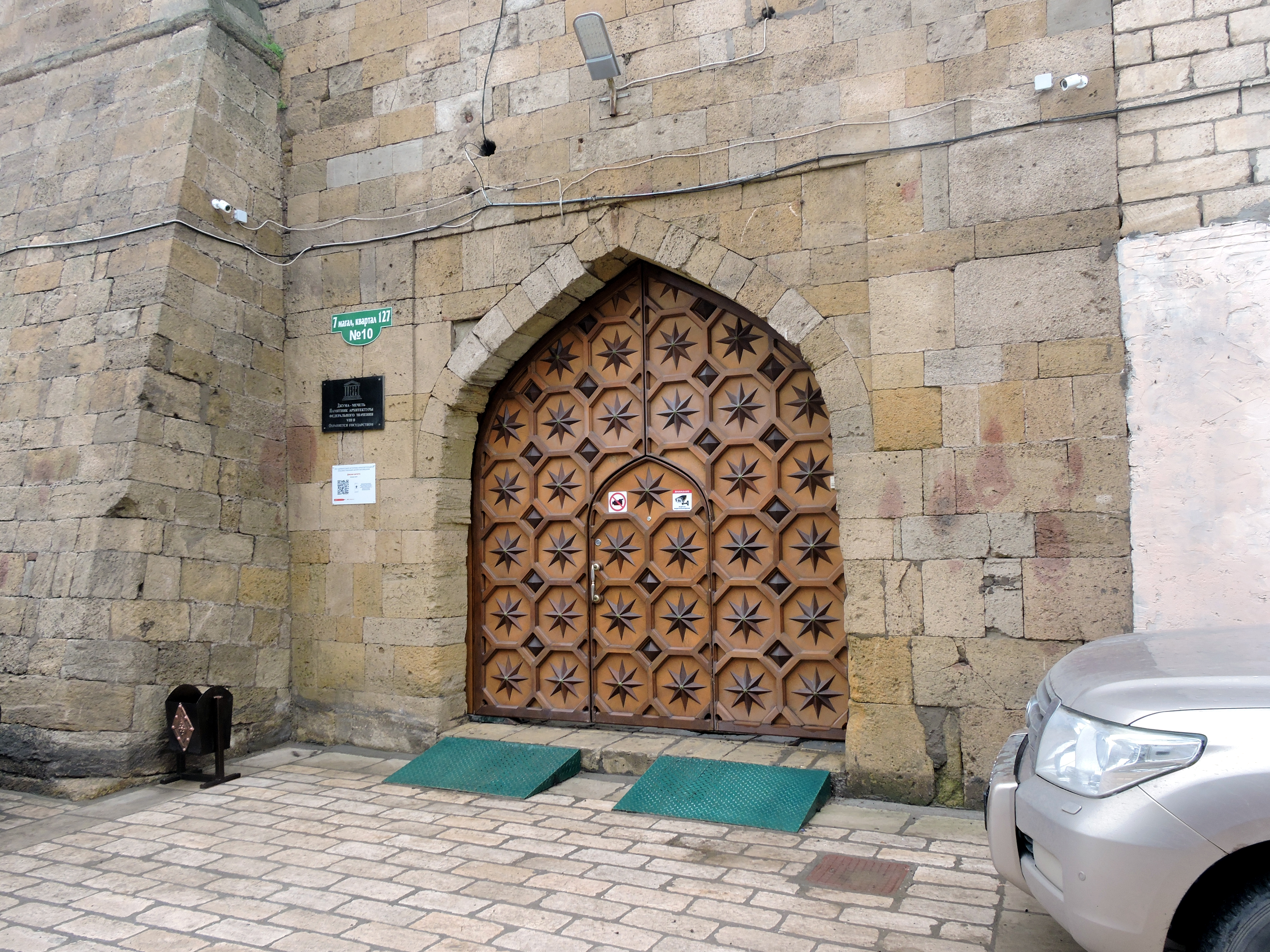
Puerta de la mezquita.
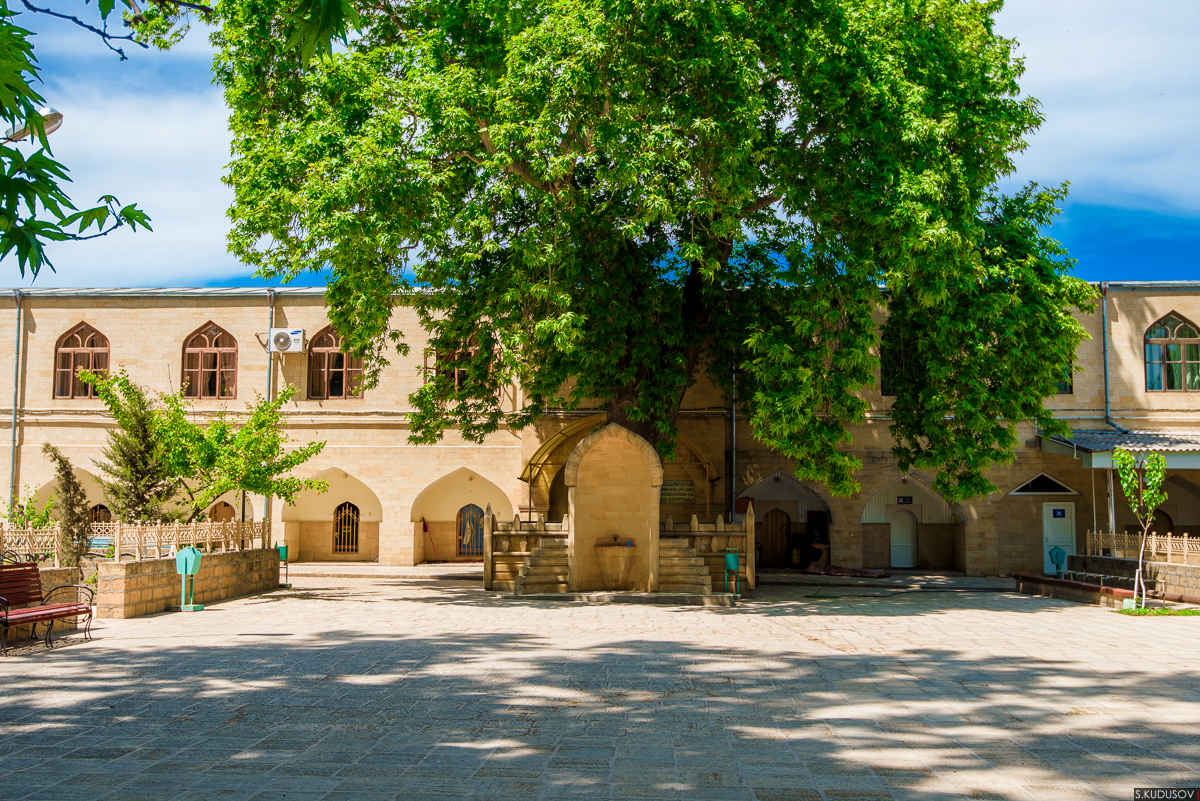
Vista general